# Ronald Reagan (Schiff)
Die USS Ronald Reagan (CVN-76) ist ein Flugzeugträger der United States Navy und gehört der Nimitz-Klasse an. Der „Supercarrier“ ist das neunte Schiff der Klasse und wurde nach dem US-Präsidenten Ronald Reagan benannt. Der Träger hat seinen Heimathafen in Yokosuka, Japan, dem Hauptquartier der United States Seventh Fleet.

## Technik
Die Länge der Reagan beträgt wie bei jedem Träger der Nimitz-Klasse 317 Meter an der Wasserlinie und 333 m über alles, die Breite 40,84 Meter am Rumpf. Voll beladen verdrängt das Schiff ca. 97.000 Standardtonnen. Auf dem Schiff arbeiten etwa 5.680 Personen, davon etwa 3.200 Besatzungsmitglieder und 2.480 Angehörige der Flugstaffel.
Besonderheiten sind der Wulstbug, den die US Navy erstmals auf der Reagan an einem Träger einsetzte, sowie eine verkleinerte Insel mit optimierter Anordnung der Antennen auf deren Dach.

## Trägerflugzeuge
Die Reagan kann maximal 85 Luftfahrzeuge aufnehmen. Von Februar 2005 bis 2010 war das Geschwader Carrier Air Wing Fourteen (CVW-14) auf der Ronald Reagan stationiert. 2011 bis 2015 war das CVW-2 auf der Reagan stationiert. Durch den Wechsel nach Japan wurde im August 2015 dies durch das Geschwader CVW-5 ersetzt.
Es besteht aus folgenden Staffeln:
| taktische Nummer | Staffel       | Flugzeugtyp                  | Spitzname      | Radio Callsign            |
| ---------------- | ------------- | ---------------------------- | -------------- | ------------------------- |
| ab 100           | VFA-102       | Boeing F/A-18F Super Hornet  | Diamondbacks   | Diamond/Diamondback/Snake |
| ab 200           | VFA-27        | Boeing F/A-18E Super Hornet  | Royal Maces    | Mace                      |
| ab 300           | VFA-115       | Boeing F/A-18E Super Hornet  | Eagles         | Eagle/Talon               |
| ab 400           | VFA-195       | Boeing F/A-18E Super Hornet  | Dambusters     | Chippy                    |
| ab 500           | VAQ-141       | Boeing EA-18G Growler        | Shadowhawks    |                           |
| ab 600           | VAW-115       | Grumman E-2C Hawkeye 2000 NP | Liberty Bells  | Liberty                   |
| ab 610           | HSC-12        | Sikorsky MH-60S Seahawk      | Golden Falcons |                           |
| ab 700           | HSM-77        | Sikorsky MH-60R Seahawk      | Sabrehawks     |                           |
| xx               | VRC-30 Det. 5 | Grumman C-2A Greyhound NP    | Providers      | Password                  |

## Geschichte
CVN-76 wurde 1994 in Auftrag gegeben und 1998 bei Newport News Shipbuilding auf Kiel gelegt. Nach drei Jahren Bauzeit lief das Schiff vom Stapel und wurde auf den Namen Ronald Reagan getauft. Reagans Ehefrau Nancy war Taufpatin. Im Sommer 2003 wurde die Reagan offiziell in Dienst gestellt.
Die Baukosten beliefen sich auf 4,3 Milliarden US-Dollar.
Nach einer Fahrt durch die Magellanstraße wurde die Reagan in der Naval Air Station North Island in San Diego stationiert.
Im Jahr 2005 gelang es dem schwedischen U-Boot HSwMS Gotland, während einer Anti-U-Boot-Übung im Pazifik unbemerkt mehrere Bilder vom Rumpf der USS Ronald Reagan zu schießen und damit zu zeigen, dass sie in der Lage war, den Flugzeugträger zu versenken. Die Übung wurde durchgeführt, um die Effektivität der US-Flotte gegenüber dieselelektrischen U-Booten zu bewerten, die von einigen als sehr mangelhaft bezeichnet wurde.
Von San Diego aus brach sie Anfang 2006 zu ihrer ersten Einsatzfahrt im Rahmen des Krieges gegen den Terrorismus und des Irakkrieges in den Persischen Golf auf. Auf der Rückfahrt nahm sie am Manöver Valiant Shield teil. Bereits ein halbes Jahr nach der Rückkehr, Anfang 2007, verlegte die Ronald Reagan ein zweites Mal, diesmal in den Westpazifik. Da die Kitty Hawk überraschend ins Trockendock musste, ersetzte die Reagan sie kurzfristig.
Im Mai 2008 folgte die nächste reguläre Verlegung. Im Laufe dieser Fahrt half die Kampfgruppe den Opfern des Taifuns Fengshen auf den Philippinen und den Reisenden der gekenterten Princess of the Stars. Im September verlegte die Reagan in das Einsatzgebiet der 5. Flotte und löste dort ihr Schwesterschiff Abraham Lincoln ab. Im Rahmen der Operation Enduring Freedom wurden mehr als 1150 Einsätze über Afghanistan geflogen. Im Mai 2009 wurde die Reagan in den westlichen Pazifik verlegt. Im Sommer 2010 nahm sie an der multinationalen Übung RIMPAC teil. Zudem versorgte sie 2010 das vor der mexikanischen Küste in Seenot geratene Kreuzfahrtschiff Carnival Splendor mit aus Kalifornien eingeflogenen Lebensmitteln.

## Hilfseinsatz nach dem Erdbeben in Japan 2011

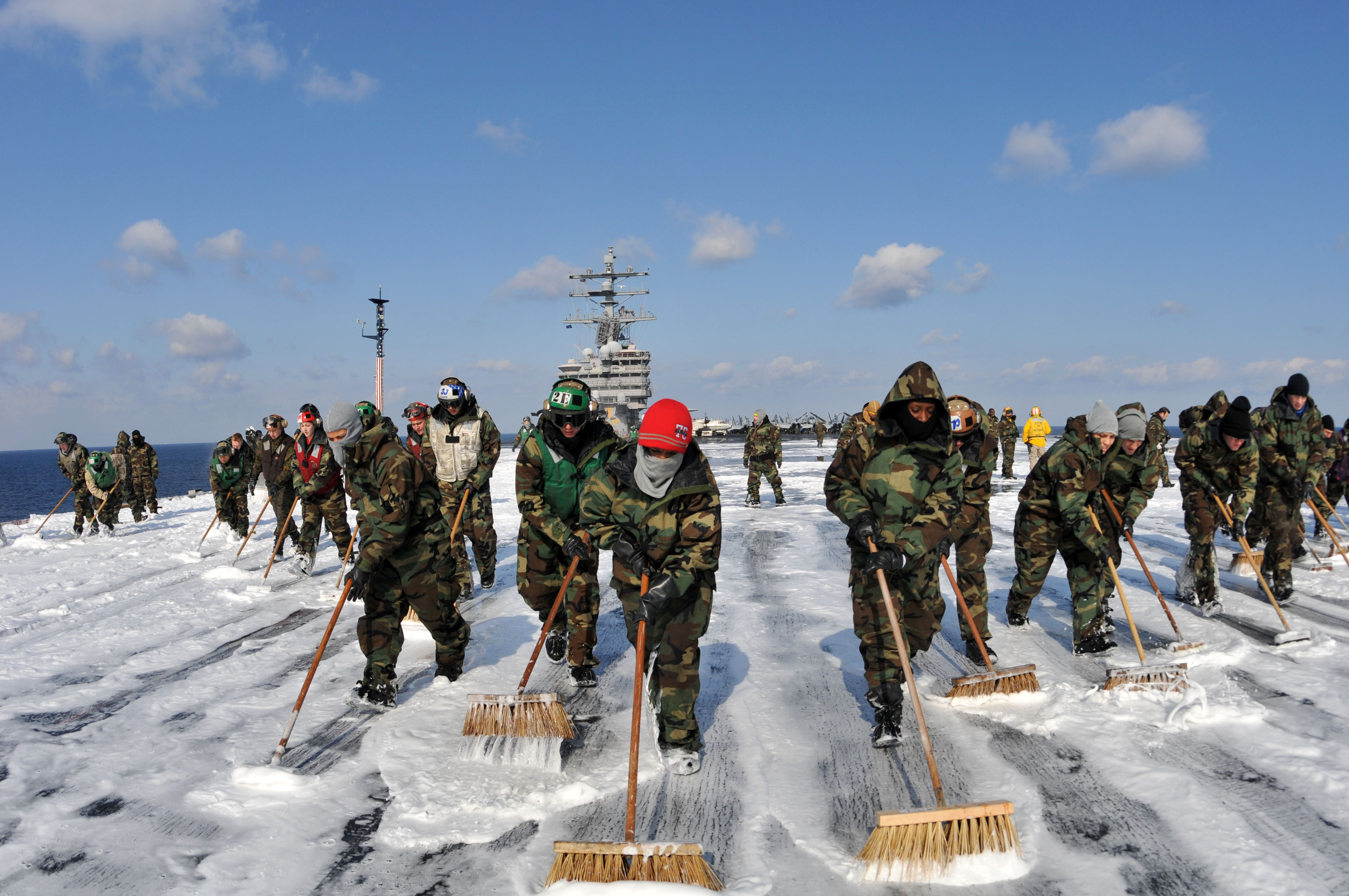
Dekontamination an Deck der USS Ronald Reagan am 22. März 2011 nach dem Einsatz in Japan

Anfang 2011 sollten die Ronald Reagan und sechs weitere Schiffe ursprünglich an gemeinsamen Marineübungen vor Südkorea teilnehmen. Nach dem verheerenden Tōhoku-Erdbeben wurden sie jedoch zur Unterstützung in Japan eingesetzt. Die Schiffe positionierten sich in der Nähe des verunglückten Kernkraftwerkes Fukushima Daiichi und hielten einen Abstand von etwa hundert Seemeilen, um mögliche Strahlenbelastung zu vermeiden. Dennoch registrierten die Strahlungsmessgeräte der Ronald Reagan unerwartet erhöhte Werte, die das Normale um das Zweieinhalbfache überstiegen. Auch auf Besatzungsmitgliedern und Hubschraubern, die auf einem japanischen Schiff in fünfzig Meilen Entfernung von der Anlage gelandet waren, wurde Strahlung nachgewiesen. Die gemessenen Werte waren höher als erwartet und die Sicherheit des Personals war möglicherweise in Gefahr. Es wurden Dekontaminationen durchgeführt und die Schiffe begaben sich in sichereres Wasser, etwa 130 Seemeilen vor der Küste. Während der Fahrt in diese Region detektierte die Ronald Reagan weiterhin Kontaminationen.
Am 19. Juli 2014 übermittelte das Büro für Gesundheitsangelegenheiten (Office of the Assistant Secretary of Defense for Health Affairs) des United States Department of Defense einen Bericht zu den maximalen Strahlungsbelastungen der Besatzung der Ronald Reagan an den zuständigen Senatsausschuss.a) S. 5 Darin wurde für die maximal kumulativ empfangene Dosis der am stärksten exponierten Besatzungsmitglieder im Deckseinsatz ein Wert von 0,08 mSv angegeben, was weniger als 3 % der in den USA jährlich empfangenen Belastung (3,1 mSv) durch die natürliche Hintergrundstrahlung ist.b) S. 11
Im August 2015 löste die Ronald Reagan die George Washington als in Japan stationierter Träger ab.
Zwei Besatzungsmitglieder erkrankten in den ersten zwei Jahren nach dem Einsatz an Schilddrüsenkrebs und ein weiterer an einem Lymphom. Daraufhin verklagten einige Besatzungsmitglieder Tepco im Nachhinein auf Schadensersatz. Die Seeleute behaupteten, die japanische Regierung habe wiederholt versichert, dass für die Besatzung des Flugzeugträgers keine Gefahr bestehe und dass dies dazu geführt habe, dass sie gefährlichen Strahlen ausgesetzt worden seien. Diese Erkrankungen traten zwischen Ende November 2011 und Ende Dezember 2012 und damit vor dem vom DoD angegebenen Ablauf der Latenz von mindestens drei Jahren auf.c) S. A6 Mögliche kausale Zusammenhänge zwischen der Teilnahme an dem Einsatz vor Fukushima und den Erkrankungen seien daher im Allgemeinen und auch in diesen Fällen nicht nachzuweisen.d) S. 5 Daher wurde die Klage vom 9th U.S. Circuit Court of Appeals im Jahre 2020 endgültig abgewiesen.

## Sonstiges
Die USS Ronald Reagan hat den Spitznamen Gipper, ihr Wahlspruch lautet „Peace Through Strength“ (zu Deutsch: „Friede durch Stärke“) und stammt vom Namensgeber des Schiffes. Das Schiff war der erste Flugzeugträger der amerikanischen Marine, der noch zu dessen Lebzeiten nach einem ehemaligen Präsidenten benannt wurde.
Die Ronald Reagan ist auch in dem Film Battleship zu sehen, ebenso wie das Schlachtschiff Missouri, das jetzt ein Museumsschiff ist. Die Ronald Reagan diente zusammen mit der Nimitz und der Carl Vinson als Drehort und Kulissen für die fiktive USS Saratoga (CVN-88) im Film Godzilla von 2014.